# Jampa Gyaltsen Drakton
Jampa Gyaltsen Drakton, aussi écrit Jampa Gyaltsen Dagthon ou Drakthon Jampa Gyaltsen (brag mthon byams pa rgyal mtshan) (Lhassa 1939 - Dharamsala 1997) est un astrologue tibétain qui fut directeur de la branche d'astrologie de l'Institut de médecine et d'astrologie tibétaine,.

## Biographie
Jampa Gyaltsen Drakton, né à Lhassa en 1939, est le fils de Dragtonpa, un ancien officiel du gouvernement tibétain, gouverneur de Kyirong,.
Il commença à étudier en 1955 à Kyirong, parmi d'autres matières, l'astrologie. Il a également étudié à l'institut des minorités de Pékin dans les années 1950.
Un an après le soulèvement tibétain de 1959 Jampa G. Dagthon s'est enfui au Bhoutan, où il a travaillé au Bureau du Dalaï Lama, en tant qu'enseignant. En 1967, il a été transféré à Dharamsala dans le nord de l'Inde, où il travailla d'abord au Ministère de l'Intérieur et plus tard au sein du Ministère des Affaires religieuses et culturelles du gouvernement tibétain en exil. Puis il a rejoint l'Institut de médecine et d'astrologie tibétaine où il a terminé ses études en astrologie devenant l'un des trois premiers diplômés de l'institut en 1968.
En 1969, son professeur d'astrologie Lodeo Gyatso a pris sa retraite et a laissé l'Institut  d'astrologie à Dagthon et ses deux collègues, qui se rendirent par la suite au Canada. De 1973 à 1978 Jampa G. Dagthon dirigea seul le bureau et enseigna l'astrologie aux étudiants de l'institut. Entretemps, l'Institut d'astrologie a pris de l'ampleur, et Jampa G. Dagthon devint maître de conférences et directeur de l'Institut d'astrologie jusqu'à sa mort prématurée en 1997. Il a également servi en tant que membre du Conseil d'administration de l'Institut de médecine et d'astrologie tibétaine et un vice-président de la commission médicale et astrologique.
Jampa G. Dagthon était un grand érudit et écrivain productif - en tibétain. Certains de ses textes sont traduits en anglais par son élève, l'enseignant Jampa Kelsang et ont été publiés dans diverses publications par l'Institut de médecine et d'astrologie tibétaine.
En 1983, il a participé au Congrès d'astrologie de New Delhi.
En 1991, il s'est rendu au Danemark et a participé à une Conférence internationale sur l'astrologie qui s'est tenue à Copenhague.
Il avait aussi une passion pour la poésie et écrivit les paroles de chansons pour des musiciens, des institutions du gouvernement ou simplement pour lui-même. Il a notamment écrit pour le Yak Band, un groupe de rock tibétain.

### Livres
- (en) Fundamentals of Tibetan medicine: according to the Rgyud-bzhi, avec Tsewang Jigme Tsarong, et Lobsang Chomphel, Tibetan Medical Centre, 1981
- (en) Tibetan Astronomy and Astrology: A Brief Introduction, Bod gźuṅ dbus sman rtsis khaṅ (Dharmsāla, India). Skar dpyad rtsis rig, Éditeur Astro. Department, Tibetan Medical and Astro. Institute, 1995,  (ISBN 8186419012 et 9788186419014)

### Articles
- (en) An Introduction To Tibetan Astro. Science
- (en) Astrology and the Tibetan Art of Healing traduit et commenté par Tashi Tsering et Glenn H. Mullin, Tibetan Review, vol. 1, Feb-March 1980, 12 pages.
- (en) The Five Major Schools of Tibetan Astro Science, Sman-rtsis (Dharamsala), vol. 1, no. 2 (1995), p. 60-65.